# 吉河镇
吉河镇，是中华人民共和国陕西省安康市汉滨区下辖的一个乡镇级行政单位。
2015年，陕西省民政厅批复同意撤销田坝镇，将板庙、砖垭、天山、纸坊、福家沟、汪河、半坡7个村划归吉河镇。

## 行政区划
吉河镇下辖以下地区：
吉河坝村、前进村、观新村、高水村、自力村、简车村、桐车村、国庆村、油房村、三河村、金银村、马场村、长胜村、福滩村、顺利村、炭沟村、矿石村、海螺村、晏山村、龙滩村、张坡村、田坝村、柳树沟村、改进村、半坡村、汪河村、福家沟村、纸坊村、古庙村、唐庄村、砖垭村和板庙村。